# Шму (торт)
Торт Шму (англ. Schmoo torte) — канадский десерт, популярный по всей стране, но наиболее распространённый в Западной Канаде, особенно в Манитобе. Это торт со слоями из ангельской еды или бисквита, и взбитых сливок, политый карамелью и украшенный орехами, обычно орехами пекан.

## История
Торт Шму был придуман в 1948 году Дорой Заславски для бар-мицвы её сына Мюррея в Виннипеге, провинция Манитоба. Заславски была русско-еврейской иммигранткой и прибыла в Канаду в 1914 году. Когда её муж заболел, Дора стала готовить по собственным рецептам для ресторанного бизнеса, чтобы поддержать свою семью финансово. Кейтеринговый бизнес Заславски в конечном итоге распространился по всей Северной Америке. Её торт Шму стал фаворитом певца Гарри Белафонте .
Дочь Мюррея Шеннон Эйсман заявила в интервью, что торт её бабушки «по сути представлял собой смесь трех или четырех других её самых известных рецептов выпечки с ромовым тортом» . Историк еврейской кухни Кэт Романов рассказала CTV News Winnipeg, что Шму напоминает центральноевропейский десерт под названием нуссторте. Романов отметила: «Часто блюда, которые евреи-ашкенази привезли с собой в Канаду, становились культовыми блюдами в их новых домах» .
Откуда торт получил своё имя, неизвестно, однако некоторые утверждают, что оно произошло от названия существ из комиксов Эла Кэппа «Лил Эбнер» .